# Đerekarce
Đerekarce (Servisch cyrillisch Ђерекарце) is een plaats in de Servische gemeente Trgovište. De plaats telt 156 inwoners (2002).